# Plazmaferéza
Plazmaferéza (z řeckého πλάσμα – plazma a ἀφαίρεσις – aphairesis/feréza = odebrat) je léčebný postup, při němž dojde k odebrání, léčbě a následnému navrácení krevní plazmy do krevního oběhu. Jedná se o mimotělní terapii, která je prováděna v případech, kdy krevní plazma obsahuje tělu škodlivé látky, které není možné jiným způsobem odfiltrovat. Jiným případem, kdy dochází k plazmaferéze, je sběr plazmy za účelem dalšího zpracování ve farmaceutickém průmyslu pro výrobu různých léků.
Tento léčebný postup se používá k léčbě různých onemocnění, včetně onemocnění imunitního systému jako jsou například Guillainův–Barrého syndrom, roztroušená skleróza, systémový lupus erythematodes, trombotická trombocytopenická purpura, myasthenia gravis, wegenerova granulomatóza, Behçetova nemoc, atd.
Existují dva druhy plazmaferézy:
- plazmaferéza centrifugací - při ní se používá odstředivá síla dělící látky v krvi o různé hustotě
- plazmaferéza membránová - při ní se používá polopropustná membrána využívající odlišné vlastnosti molekul krve